# Junta Constructora del Templo Expiatorio de la Sagrada Familia

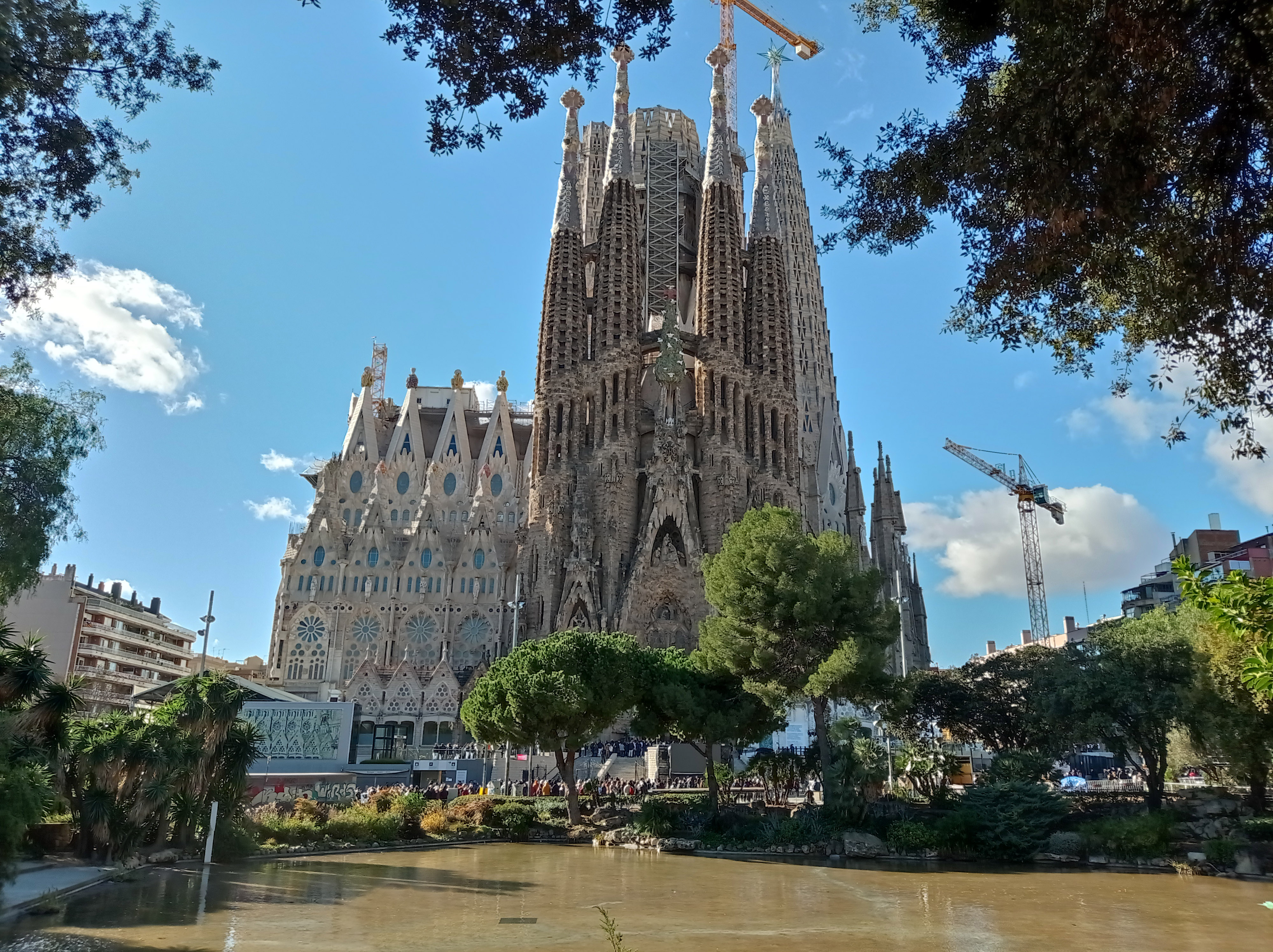
Templo Expiatorio de la Sagrada Familia

La Junta Constructora del Templo Expiatorio de la Sagrada Familia es una fundación eclesiástica creada en 1895 para promover la construcción del Templo Expiatorio de la Sagrada Familia de Barcelona, a través de donativos e iniciativas públicas y privadas. En la actualidad, junto a su función original, promueve la obra y la figura de Antoni Gaudí, artífice del templo, a través del legado y el proyecto reflejados en el templo de la Sagrada Familia y en el resto de su obra, así como la proyección internacional de Gaudí y del modernismo catalán.

## Historia
José María Bocabella, fundador de la Asociación de Devotos de San José, impulsora del templo, fue el primer director de las obras del templo, así como de la revista que editaba desde 1867 para difundir el proyecto, llamada El Propagador de la Devoción a San José (desde 1948, Templo). Tras su muerte en 1892 le sucedió su yerno, Manuel de Dalmases y de Riba y, a este, su mujer e hija del fundador, Francisca de Paula Bocabella y Puig. Tras el fallecimiento de esta en 1893, se hizo cargo un hermano de Manuel, Juan Crisóstomo de Dalmases, ya que los hijos de Manuel y Francesca eran menores de edad. El obispo de Barcelona, Jaime Catalá, quiso aprovechar la circunstancia para hacerse cargo del proyecto y ambas partes se enzarzaron en pleitos. Finalmente, en 1895, se llegó a un acuerdo: la revista quedaba en manos de la editorial Herederos de la Viuda Pla, propiedad de la familia Dalmases Bocabella, mientras que el templo quedaba en manos de la Diócesis de Barcelona. Para gestionar las obras, el obispo Catalá cambió la fundación particular que dirigía el proyecto por una obra diocesana y, con tal fin, creó la Junta de Obras, cuya presidencia hereditaria estaría asumida siempre por el obispo. Reservó un puesto de vocal para un miembro de la familia Dalmases Bocabella.
La primera Junta estaba formada por:
- Jaime Catalá y Albosa, obispo de Barcelona, presidente nato
- Federico Millán Franc, presidente delegado
- Juan Martorell Monteys
- Álvaro María Camín López
- Juan Crisóstomo de Dalmases y Riba, tesorero
- Jaime Nogués y Taulet
- Ramón Nogués y Segarra
- Leopoldo Gil y Llopart, secretario

Desde entonces el presidente ha sido el obispo y después el arzobispo de Barcelona. El presidente actual es el arzobispo Juan José Omella. 
De 1992 a julio del 2024, la Junta también gestionó la Casa-Museo Gaudí del Parque Güell, lugar de residencia del arquitecto entre 1906 y 1926.
En 2001 la Junta recibió el premio Creu de Sant Jordi que otorga la Generalidad de Cataluña.

## Fondo de Acción Social
En 2023 el Patronato de la Fundación creó un Fondo de Acción Social, que realiza una convocatoria anual de ayudas.

## Junta actual
- Juan José Omella, arzobispo metropolitano de Barcelona, presidente nato
- Esteve Camps i Sala, presidente delegado
- Rosa Mª Alsina Pagès, vicepresidenta
- Pere Alegrí i Guitart, tesorero
- Jaume Solé Janer, secretario
- David Abadías Aurín, vocal
- Laia Ros Blanco, vocal
- Guillem López Casasnovas, vocal
- Joan Trias de Bes Mingot, vocal
- Núria Vendrell Ventayol, vocal [5]